# Cantonul Tomblaine
Cantonul Tomblaine este un canton din arondismentul Nancy, departamentul Meurthe-et-Moselle, regiunea Lorena, Franța.

## Comune
| Comune                    | Populație (1999) | Cod poștal | Cod INSEE |
| ------------------------- | ---------------- | ---------- | --------- |
| Art-sur-Meurthe           | 1 109            | 54510      | 54025     |
| Buissoncourt              | 191              | 54110      | 54104     |
| Cerville                  | 547              | 54420      | 54110     |
| Erbéviller-sur-Amezule    | 56               | 54280      | 54180     |
| Fléville-devant-Nancy     | 2 624            | 54710      | 54197     |
| Gellenoncourt             | 35               | 54110      | 54219     |
| Haraucourt                | 644              | 54110      | 54250     |
| Laneuveville-devant-Nancy | 5 083            | 54410      | 54300     |
| Lenoncourt                | 433              | 54110      | 54311     |
| Réméréville               | 408              | 54110      | 54456     |
| Tomblaine                 | 7 853            | 54510      | 54526     |
| Varangéville              | 4 241            | 54110      | 54549     |